# Già del Menhir
Già del Menhir è un cavallo dal manto sauro, due volte vincitore del Palio di Siena.
Di razza mezzosangue, a fondo inglese con il 35,88% di sangue arabo, è nato nel 2002 da Approach the Bench e Isola Fà.
Oltre al Palio di Siena, ha disputato in carriera ventisette corse, vincendo sei volte.

## Partecipazioni al Palio di Siena
Le vittorie sono evidenziate ed indicate in neretto.
| Palio          | Contrada | Fantino                            |
| -------------- | -------- | ---------------------------------- |
| 2 luglio 2008  | Istrice  | Luigi Bruschelli detto Trecciolino |
| 16 agosto 2008 | Torre    | Andrea Mari detto Brio             |
| 2 luglio 2009  | Tartuca  | Giuseppe Zedde detto Gingillo      |

## Vittorie
- 2007

Premio La Thuile (Grosseto, 5 dicembre)
Premio Cagliari  (Capalbio, 27 luglio)
Premio Porta San Marco (Grosseto, 3 marzo)
Premio Ponsacco (Grosseto, 7 febbraio)
- 2005

Premio Soc. Del Leone (Siena, 7 dicembre)
Premio Mouneya (Chilivani, 19 novembre)